# Angustia (Schenck)
Angustia (en francés: Angoisses o Angoisse) es una pintura al óleo de 1878 de August Friedrich Schenck. Representa a una oveja angustiada de pie junto al cadáver de su cordero, rodeada por una bandada de cuervos.
Probablemente la pintura más famosa de Schenck, se conserva en la Galería Nacional de Victoria, en Melbourne, Australia, desde 1880. La pintura fue una de las primeras adquisiciones de la galería, apenas unos años después de su fundación, y ha sido votada como la más popular de las 75.000 obras de la galería en dos ocasiones, en 1906 y en 2011.

## Descripción
La pintura representa una oveja angustiada, balando, con su aliento condensándose en el aire frío. La oveja madre está de pie defendiendo el cuerpo muerto de su cordero, con un hilo de sangre corriendo de su boca sobre la nieve blanca, en una escena que recuerda a una piedad. La pareja de ovejas está rodeada por una bandada de cuervos negros que se agolpan amenazadoramente a su alrededor bajo un cielo gris y nublado de invierno, esperando una oportunidad para devorar el cadáver. Los tonos apagados de la pintura –tonos casi monótonos de blanco, gris, marrón y negro– reflejan su temática desesperanzada. Mide 151 cm× 251,2 cm y está firmado "Schenck" en la esquina inferior izquierda.
Tedd Got, conservador principal de la Galería Nacional de Victoria, ha sugerido que la obra puede haberse inspirado en el libro de 1872 La expresión de las emociones en el hombre y en los animales, en el que Charles Darwin argumentó que las emociones tienen orígenes biológicos y que los animales tienen emociones similares a las de los humanos. También se ha interpretado como un comentario sobre la crueldad de la sociedad, representada por la multitud de cuervos oportunistas. 

## Historia
Schenck nació en Glückstadt in Holstein, ahora en Alemania pero entonces en Dinamarca, y vivió y trabajó la mayor parte de su vida en Francia.  El cuadro se expuso en el Salón de París de 1878,  bajo el título en francés Angoisses, y luego en Londres al año siguiente. Despertó una fuerte emoción en los visitantes y pronto fue ampliamente difundido y popularizado en numerosas reproducciones. Fue grabado por Charles Maurand en 1878 para la revista periódica francesa L'Art,  y por Tiburce de Mare en 1879. El cuadro fue comprado por el comerciante de arte londinense Agnew's y luego vendido a la Galería Nacional de Victoria. Llegó a Australia en 1880. Conserva su marco dorado original. 
Schenck invirtió la escena en su pintura de 1885, El huérfano, recuerdo de Auvernia (L'Orphelin, souvenir d'Auvergne), ahora en el Museo de Orsay, en la que un cordero asustado bala de pie ante el cuerpo de su madre muerta, delante de una fila de cuervos negros que esperan en una cerca de madera. 

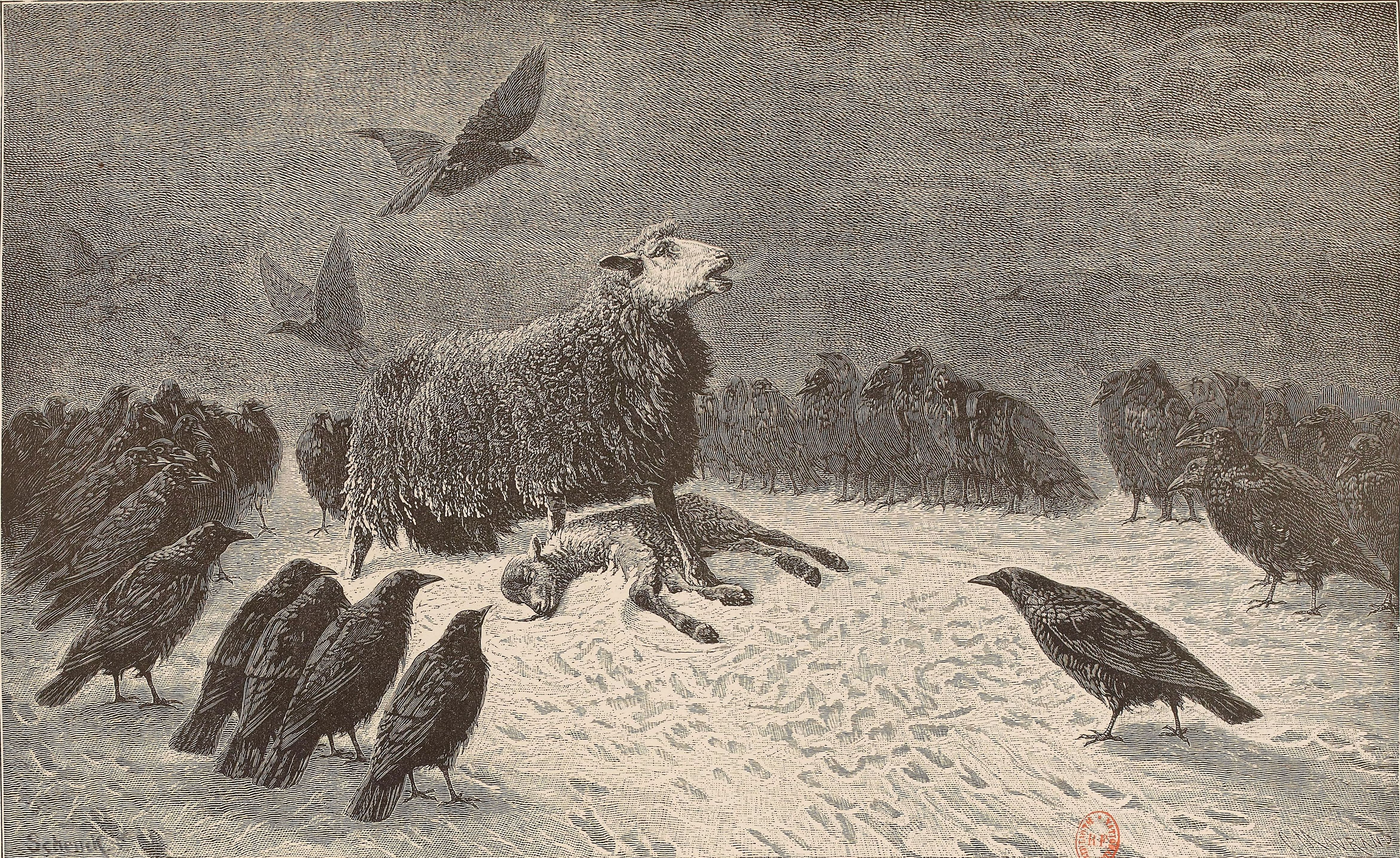
Grabado en madera de Charles Maurand de 1878.
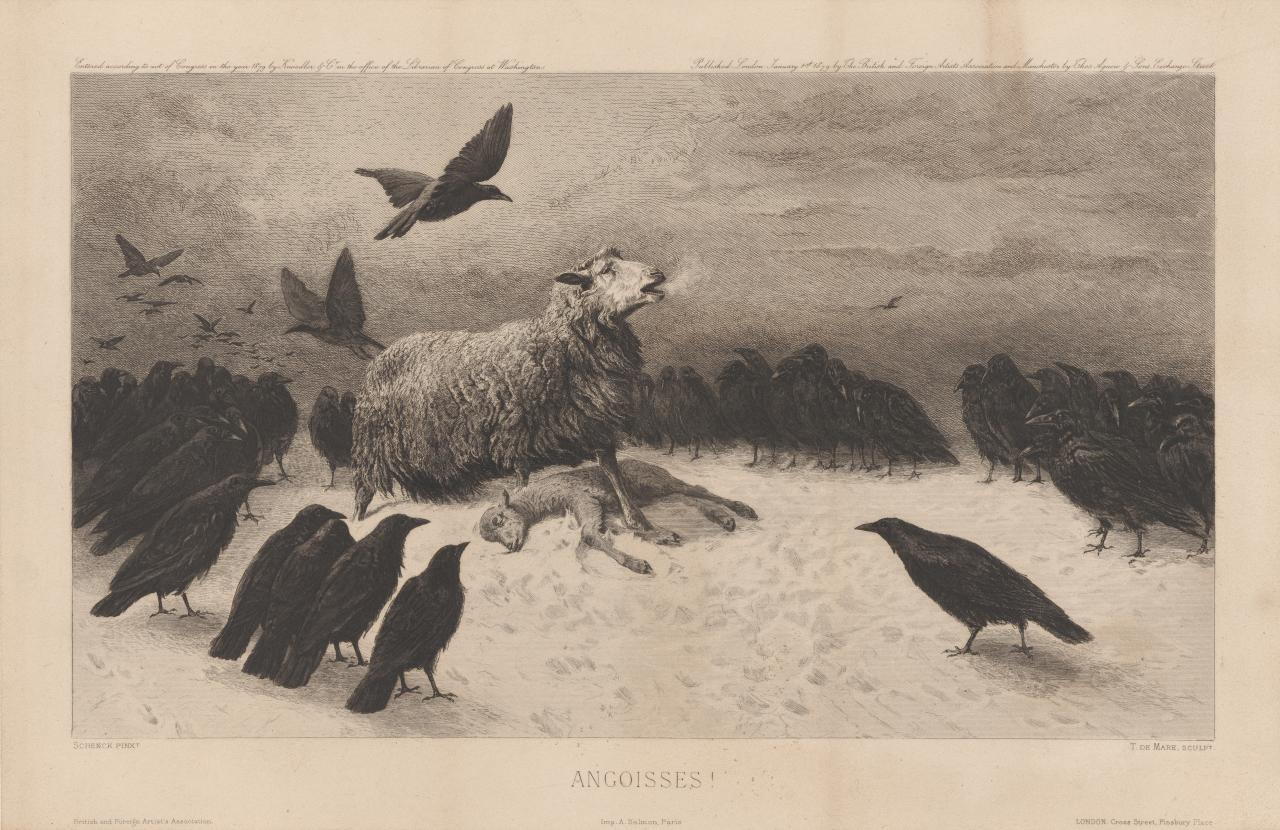
Grabado de Tiburce de Mare de 1879.
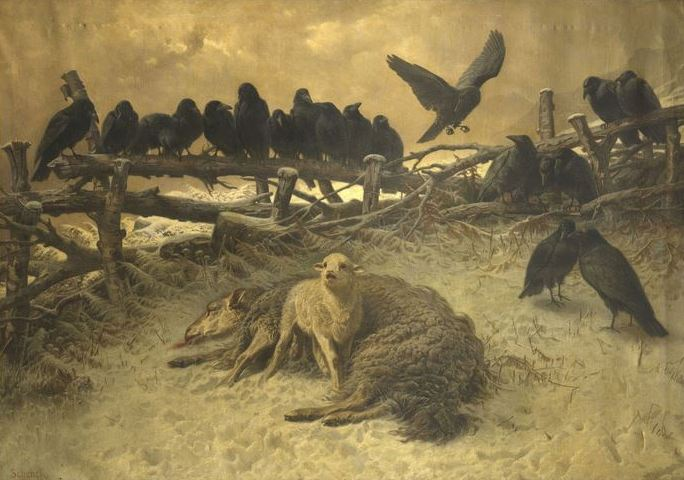
Pintura de Schenck El huérfano, 1885, Museo de Orsay.